# Gmina Bodzentyn
Die Gmina Bodzentyn ist eine Stadt-und-Land-Gemeinde im Powiat Kielecki der Woiwodschaft Heiligkreuz in Polen. Ihr Sitz ist die gleichnamige Stadt mit etwa 2250 Einwohnern.

## Geographie
Die Gemeinde liegt am Rande des Heiligkreuzgebirges und ihr Hauptort ist Verwaltungszentrum des Świętokrzyski-Nationalparks.

## Geschichte
Von 1975 bis 1998 gehörte die Gemeinde zur Woiwodschaft Kielce.

## Gliederung
Zur Stadt-und-Land-Gemeinde Bodzentyn gehören die Stadt und die folgenden Dörfer mit 23 Schulzenämtern:
Celiny, Cerle, Dąbrowa Dolna, Dąbrowa Górna, Hucisko, Kamieniec, Kamienna Góra, Kresy, Leśna-Stara Wieś, Orzechówka, Parcelanci, Parcele, Podgórze, Podkonarze, Podlesie, Podmielowiec, Psary-Kąty, Psary-Podłazy, Psary-Stara Wieś, Siekierno-Podmieście, Siekierno-Przedgrab, Sieradowice Drugie, Sieradowice Pierwsze, Sieradowice-Parcele, Ściegnia, Śniadka Druga, Śniadka Pierwsza, Śniadka Trzecia, Święta Katarzyna, Trzcianka, Wiącka, Wilków, Wola Szczygiełkowa, Wzdół Rządowy, Wzdół-Kolonia und Wzdół-Parcele.